# Malcolm McDowell
Malcolm McDowell, pseudonimo di Malcolm John Taylor (Leeds, 13 giugno 1943), è un attore britannico.
Ha raggiunto la fama internazionale grazie al ruolo di Alex DeLarge nel film di Stanley Kubrick Arancia meccanica, ma è anche noto per le interpretazioni del dottor Soran in Star Trek - Generazioni, dello scrittore H. G. Wells in L'uomo venuto dall'impossibile, del dissoluto imperatore Caligola nell'omonimo film di Tinto Brass e di Mick Travis nella trilogia Se..., O Lucky Man! e Britannia Hospital di Lindsay Anderson.
Candidato al Golden Globe nel 1972 come Miglior attore in un film drammatico per Arancia meccanica, ha vinto un Nastro d'argento europeo per il film Evilenko nel 2005. Il 16 marzo 2012 gli è stata inoltre conferita una stella al 6714 dell'Hollywood Boulevard sulla Hollywood Walk of Fame, nella categoria Motion Pictures.

## Biografia

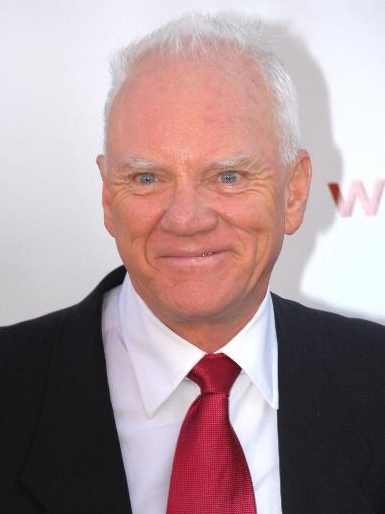
McDowell nel 2007 alla presentazione del Jules Verne Adventure Film Special Awards

Malcolm McDowell nasce da una famiglia non particolarmente agiata, da Edna McDowell e Charles Taylor; il padre era proprietario di un pub ed ex ufficiale della Royal Air Force. Per offrirgli la possibilità di vivere una vita meno dura della loro, i genitori mandano Malcolm in un college privato nel Kent. Ottimo studente, pur avendone l'opportunità, rinuncia a proseguire gli studi all'università e sceglie di andare a lavorare nel pub del padre.
Pochi anni dopo inizia a prendere lezioni di recitazione da un'attrice in pensione, Mrs. Ackerley, che lo convince a proseguire la sua formazione alla London Academy of Music and Art. Nel 1964 entra a fare parte della Royal Shakespeare Company, dove resta per poco più di un anno. Al momento di iscriversi alla Screen Actors Guild, prende il cognome da nubile della madre, McDowell, in quanto esisteva già un altro attore britannico chiamato Malcolm Taylor.
Malcolm McDowell fa il suo debutto cinematografico nel 1967 nel film Poor Cow e l'anno dopo recita nel film Se... (1968), che vince la Palma d'oro al Festival di Cannes. Nel 1971, dopo aver lavorato nel film La luna arrabbiata, viene chiamato da Stanley Kubrick per recitare da protagonista in Arancia meccanica, dove interpreta Alex DeLarge, un personaggio che segnerà, in particolare per la percezione da parte del pubblico, la carriera dell'attore.
Nel 1979 è il protagonista del film Caligola di Tinto Brass. Nel 1983 registra un brano musicale, Hot Shot, pubblicato come retro del singolo split in coppia con gli Sparks Get Crazy, colonna sonora del film Flippaut (Get Crazy), commedia rock diretta da Allan Arkush in cui recita al fianco, tra gli altri, di Lou Reed. Nel 1989 prende parte al film Mortacci di Sergio Citti con Vittorio Gassman. Nel 1995 partecipa al film Tank Girl con Naomi Watts. Nel 2004 prende parte al doppiaggio del film d'animazione Pinocchio 3000.
La sua unica biografia, il libro-intervista Oh, lucky Malcolm!, del critico cinematografico e giornalista Marco Spagnoli, realizzato tra il luglio 2005 e il marzo 2006 in Italia, USA e Regno Unito, è stata pubblicata in Italia da Aliberti Editore nel 2006. Nel 2007 partecipa alla serie televisiva statunitense Heroes nei panni di Mr. Lindermann. Nel 2008 prende parte alla miniserie televisiva Coco Chanel. Nel 2009 interpreta il ruolo del portiere dell'albergo nel videoclip di Snuff, quarto singolo tratto dal quarto album in studio del gruppo musicale alternative metal statunitense Slipknot, intitolato All Hope Is Gone. Il 25 settembre 2012 è stato ricoverato in ospedale e ha dovuto subire un intervento chirurgico di 3 ore e mezzo ad un occhio, per un distacco della retina.
Nel 2022 è ospite d'onore del quarantesimo Torino Film Festival.

## Vita privata
La prima moglie di McDowell (dal 1975 al 1980) è stata l'attrice Margot Bennett. Dal 1980 al 1990 è stato sposato con l'attrice Mary Steenburgen: i due si conobbero durante le riprese de L'uomo venuto dall'impossibile e hanno avuto due figli: Lilly Amanda (nata il 21 gennaio 1981) e Charlie McDowell (nato il 10 luglio 1983).
L'attuale e terza moglie di McDowell (dal 1991) è l'artista Kelley Kuhr, dalla quale ha avuto altri tre figli: Beckett Taylor (nato nel 2004), Finnian Anderson (nato nel 2006) e Seamus Hudson (nato nel 2009). McDowell è lo zio materno dell'attore Alexander Siddig: lui e suo nipote sono apparsi nel film Doomsday - Il giorno del giudizio (2008) del regista Neil Marshall. I McDowell attualmente vivono a Ojai, California.
L'attore, che trascorre parte dell'anno in un casolare di sua proprietà in Toscana, nel Chianti, è diventato nonno nel gennaio 2012, quando sua figlia Lilly ha dato alla luce una bambina.

## Filmografia parziale

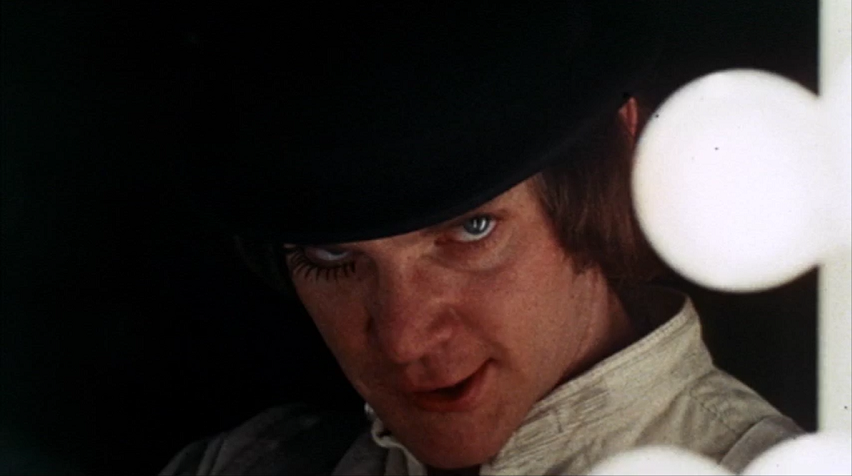
Malcolm McDowell in Arancia meccanica (1971)

### Attore

#### Cinema
- Se... (If...), regia di Lindsay Anderson (1968)
- Caccia sadica (Figures in a Landscape), regia di Joseph Losey (1970)
- La luna arrabbiata (The Raging Moon), regia di Bryan Forbes (1971)
- Arancia meccanica (A Clockwork Orange), regia di Stanley Kubrick (1971)
- O Lucky Man!, regia di Lindsay Anderson (1973)
- Royal Flash - L'eroico fifone (Royal Flash), regia di Richard Lester (1975)
- La battaglia delle aquile (Aces High), regia di Jack Gold (1976)
- La nave dei dannati (Voyage of the Damned), regia di Stuart Rosenberg (1976)
- Casablanca Passage (The Passage), regia di J. Lee Thompson (1979)
- Caligola (Caligula), regia di Tinto Brass (1979)
- L'uomo venuto dall'impossibile (Time After Time), regia di Nicholas Meyer (1979)
- Il bacio della pantera (Cat People), regia di Paul Schrader (1982)
- Britannia Hospital, regia di Lindsay Anderson (1982)
- Tuono blu (Blue Thunder), regia di John Badham (1983)
- La foresta silenziosa (Cross Creek), regia di Martin Ritt (1983)
- Flippaut (Get Crazy), regia di Allan Arkush (1983)
- The Compleat Beatles, regia di Patrick Montgomery (1984)
- La morte avrà i suoi occhi (The Caller), regia di Arthur Allan Seidelman (1987)
- Sing Sing chiama Wall Street (Buy & Cell), regia di Robert Boris (1987)
- Intrigo a Hollywood (Sunset), regia di Blake Edwards (1988)
- Mortacci, regia di Sergio Citti (1989)
- Maggio musicale, regia di Ugo Gregoretti (1989)
- Il maestro, regia di Marion Hänsel (1989)
- Schweitzer, regia di Gray Hofmeyr (1990)
- Moon 44 - Attacco alla fortezza (Moon 44), regia di Roland Emmerich (1990)
- Classe 1999 (Class of 1999), regia di Mark L. Lester (1990)
- In the Eye of the Snake, regia di Max Reid (1990)
- Jezebel's Kiss, regia di Harvey Keith (1990)
- Pazzi (Disturbed), regia di Charles Winkler (1990)
- L'assassino dello zar (Цареубийца, Tsareubiytsa), regia di Karen Shakhnazarov (1991)
- Chain of Desire, regia di Temístocles López (1992)
- I protagonisti (The Player), regia di Robert Altman (1992)
- Vent d'est, regia di Robert Enrico (1993)
- Bopha!, regia di Morgan Freeman (1993)
- Cyborg 3: The Recycler, regia di Michael Schroeder (1994)
- Lezioni di anatomia (Milk Money), regia di Richard Benjamin (1994)
- Star Trek - Generazioni (Star Trek: Generations), regia di David Carson (1994)
- Sharks of the Red Triangle (1995)
- Incubo in corsia (Exquisite Tenderness), regia di Carl Schenkel (1995)
- Rivelazioni pericolose (Dangerous Indescretion), regia di Richard Kletter (1995)
- Tank Girl, regia di Rachel Talalay (1995)
- Il ritorno di Kenshiro (Fist of the North Star), regia di Tony Randel (1995)
- Ringer, regia di Carlo Gustaff (1996)
- Venice Express (Night Train to Venice), regia di Carlo U. Quinterio (1996)
- 2103: The Deadly Wake, regia di Philip Jackson (1997)
- Asylum, regia di James Seale (1997)
- I bambini della Tavola Rotonda (Kids of the Round Table), regia di Robert Tinnell (1997)
- Piscine - Incontri a Beverly Hills (Hugo Pool), regia di Robert Downey Sr. (1997)
- Mr. Magoo, regia di Stanley Tong (1997)
- Fatal Pursuit, regia di Eric Louzil (1998)
- La notte dei sensi (The First 9½ Weeks), regia di Alex Wright (1998)
- Ar - Il Segreto Della Miniera (Beings), regia di Paul Matthews (1998)
- Il fiore del silenzio (Silent Screams), regia di James D.R. Hickox (1998)
- Southern Cross, regia di James Becket (1999)
- Jack lo squartatore (Love Lies Bleeding), regia di William Tannen (1999)
- Terminal Countdown, regia di Richard Pepin (1999)
- La mia vita fino ad oggi (My Life So Far), regia di Hugh Hudson (1999)
- Gangster nº 1 (Gangster No. 1), regia di Paul McGuigan (2000)
- L'ultimo guerriero (Just Visting), regia di Jean-Marie Poiré (2001)
- The Void - Allarme nucleare (The Void), regia di Gilbert M. Shilton (2001)
- Stanley Kubrick: A Life in Pictures, regia di Jan Harlan (2001)
- Cuori estranei (Between Strangers), regia di Edoardo Ponti (2002)
- Le spie (I Spy), regia di Betty Thomas (2002)
- The Barber, regia di Michael Bafaro (2002)
- I'll Sleep When I'm Dead, regia di Mike Hodges (2003)
- Tempo, regia di Eric Styles (2003)
- Inhabited - La casa infestata (Inhabited), regia di Kelly Sandefur (2003)
- The Company, regia di Robert Altman (2003)
- Red Roses and Petrol, regia di Tamar Simon Hoffs (2003)
- Dorian, regia di Allan A. Goldstein (2004)
- Oceano di fuoco - Hidalgo (Hidalgo), regia di Joe Johnston (2004)
- Evilenko, regia di David Grieco (2004)
- Bobby Jones - Genio del golf (Bobby Jones: Stroke of Genius), regia di Rowdy Herrington (2004)
- La tempesta (Tempesta), regia di Tim Disney (2004)
- In Good Company, regia di Paul Weitz (2004)
- Rag Tale, regia di Mary McGuckian (2005)
- Mirror Wars - Guerra di riflessi (Зеркальные войны), regia di Vasilij Čiginskij (2005)
- Cut Off, regia di Gino Cabanas e Dick Fisher (2006)
- Bye Bye Benjamin, regia di Charlie McDowell (2006)
- The List, regia di Gary Wheeler (2007)
- Exitz, regia di Laurens C. Postma (2007)
- Halloween - The Beginning (Halloween), regia di Rob Zombie (2007)
- Doomsday - Il giorno del giudizio (Doomsday), regia di Neil Marshall (2008)
- Halloween II, regia di Rob Zombie (2009)
- Suck, regia di Rob Stefaniuk (2009)
- Codice Genesi (The Book of Eli), regia di Albert e Allen Hughes (2010)
- Barry Munday - Papà all'improvviso (Barry Munday), regia di Chris D'Arienzo (2010)
- Easy Girl (Easy A), regia di Will Gluck (2010)
- Pound of Flesh, regia di Tamar Simon Hoffs (2010)
- Golf in the Kingdom, regia di Susan Streitfeld (2010)
- L.A., I Hate You, regia di Yvan Gauthier (2011)
- The Artist, regia di Michel Hazanavicius (2011)
- The Unleashed, regia di Manuel H. Da Silva (2011)
- Suing the Devil, regia di Timothy A. Chey (2011)
- Mischief Night, regia di Travis Baker (2012)
- Excision, regia di Richard Bates Jr. (2012)
- Antiviral, regia di Brandon Cronenberg (2012)
- A Green Story, regia di Nick Agiashvili (2012)
- Vamps, regia di Amy Heckerling (2012)
- Silent Hill: Revelation 3D, regia di Michael J. Bassett (2012)
- Silent Night, regia di Steven C. Miller (2012)
- Richard: The Lionheart, regia di Stefano Milla (2013)
- Sanitarium, regia di Bryan Ortiz e Bryan Ramirez (2013)
- The Employer, regia di Frank Merle (2013)
- Free Fall – Caduta libera (Free Fall), regia di Malek Akkad (2014)
- Il fidanzato di mia sorella (How to Make Love Like an Englishman), regia di Tom Vaughan (2014)
- Bereave, regia di Evangelos Giovanis e George Giovanis (2015)
- Kids vs Monsters, regia di Sultan Saeed Al Darmaki (2015)
- 31, regia di Rob Zombie (2016)
- Death Race 2050, regia di G.J. Echternkamp (2017)
- Abnormal Attraction, regia di Michael Leavy (2018)
- Corbin Nash, regia di Ben Jagger (2018)
- Bombshell - La voce dello scandalo (Bombshell), regia di Jay Roach (2019)
- The Big Ugly, regia di Scott Wiper (2020)
- Timecrafters: The Treasure of Pirate's Cove, regia di Rick Spalla (2020)
- She Will, regia di Charlotte Colbert (2021)
- The Walk - La strada della libertà, regia di Daniel Adams (2022)
- Father Stu, regia di Rosalind Ross (2022)
- Thelma, regia di Josh Margolin (2024)

#### Televisione
- Crossroads – serial TV (1964)
- Knock on Any Door – serie TV, episodio 2x02 (1966)
- Emergency-Ward 10 – serie TV, 1 episodio (1967)
- St. Ives – serie TV, 1 episodio (1967)
- Z Cars – serie TV, 2 episodi (1967)
- Love Story – serie TV, 1 episodio (1967)
- Boy Meets Girl – serie TV, 1 episodio (1967)
- Dixon of Dock Green – serie TV, 1 episodio (1967)
- Sat'day While Sunday – serie TV, 13 episodi (1967)
- The Newcomers – serie TV, 1 episodio (1967)
- Great Performances – serie TV, 1 episodio (1976)
- Look Back in Anger, regia di Lindsay Anderson e David Hugh Jones – film TV (1980)
- Nel regno delle fiabe (Shelley Duvall'sFaerie Tale Theatre), regia di Shelley Duvall – serie TV, episodio Cappuccetto Rosso (1983)
- La spada di Merlino (Arthur the King), regia di Clive Donner – film TV (1985)
- Gulag 77 (Gulag), regia di Roger Young – film TV (1985)
- Monte Carlo, regia di Anthony Page – miniserie TV (1986)
- I racconti della cripta (Tales from the Crypt) – serie TV, 1 episodio (1991)
- Capitan Planet e i Planeteers – serie TV, 2 episodi (1993-1995)
- The Second Greatest Story Ever Told, regia di Ralph Glenn Howard e Katharina Otto-Bernstein – film TV (1994)
- Frasier – serie TV, 1 episodio (1994)
- Seasons of the Heart, regia di Lee Grant – film TV (1994)
- Un uomo nel mirino (The Man Who Wouldn't Die), regia di Bill Condon – film TV (1994)
- Our Friends in the North, regia di Simon Cellan Jones e Pedr James – miniserie TV (1996)
- The Little Riders, regia di Kevin Connor – film TV (1996)
- La stirpe del futuro (Yesterday's Target), regia di Barry Samson – film TV (1996)
- The Great War and the Shaping of the 20th Century – serie TV, 3 episodi (1996)
- Wing Commander Academy – serie TV, 13 episodi (1996)
- Pearl  – serie TV, 22 episodi (1996-1997)
- Adventures from the Book of Virtues – serie TV, 1 episodio (1997)
- Lexx – serie TV, 1 episodio (1997)
- Fantasy Island – serie TV, 13 episodi (1998-1999)
- Oltre i limiti (The Outer Limits) – serie TV, 1 episodio (1999)
- Mamma, io vengo da un altro pianeta? (Can of Worms), regia di Paul Schneider – film TV (1999)
- The David Cassidy Story, regia di Jack Bender – film TV (2000)
- St. Patrick: The Irish Legend, regia di Robert Hughes – film TV (2000)
- Island of the Dead - L'isola della morte (Island of the Dead), regia di Tim Southam – film TV (2000)
- South Park – serie TV, 1 episodio (2000)
- Gwyn - Principessa dei ladri (Princess of Thieves), regia di Peter Hewitt – film TV (2001)
- L'incendiaria (Firestarter 2: Rekindled), regia di Robert Iscove – film TV (2002)
- Shadow Realm, regia di Keith Gordon – film TV (2002)
- Night Visions – serie TV, 1 episodio (2002)
- Entourage – serie TV, 11 episodi (2005-2011)
- Detective Monk (Monk) – serie TV, episodio 4x10 (2006)
- Law & Order: Criminal Intent – serie TV, 1 episodio (2006)
- Spooks – serie TV, 1 episodio (2006)
- La maledizione di Tutankhamon (The Curse of King Tut's Tomb), regia di Russell Mulcahy – film TV (2006)
- Masters of Science Fiction, regia di Mark Rydell – miniserie TV (2007)
- Guerra e Pace (War and Peace) – miniserie TV (2007)
- Heroes – serie TV, 9 episodi (2007-2008)
- Metalocalypse – serie TV, 35 episodi (2007-2012)
- Coco Chanel – miniserie TV (2008)
- CSI: Miami – serie TV, 3 episodi (2010-2012)
- The Mentalist – serie TV, 5 episodi (2010-2012)
- Psych – serie TV, 1 episodio (2011)
- Franklin & Bash – serie TV, 40 episodi (2011-2014)
- The Philadelphia Experiment, regia di Paul Ziller – film TV (2012)
- Holiday Heist - Mamma, ho visto un fantasma (Home Alone 5: The Holiday Heist), regia di Peter Hewitt – film TV (2012)
- Mozart in the Jungle – serie TV, 34 episodi (2014-2018)
- Truth Seekers – serie TV, 8 episodi (2020)
- Gossip Girl – serie TV, 4 episodi (2021-2023)
- Everybody Loves Diamonds – serie TV, 3 episodi (2023)

#### Videoclip
- Snuff degli Slipknot (2009)

### Doppiatore

#### Cinema
- Biancaneve - E vissero felici e contenti (Happily Ever After: Snow White's Greatest Adventure), regia di John Howley (1993)
- Pinocchio 3000, regia di Daniel Robichaud (2004)
- Dinotopia: Quest for the Ruby Sunstone, regia di Davis Doi (2005)
- Delgo e il destino del mondo (Delgo) regia di Marc F. Adler e Jason Maurer (2008)
- Bolt - Un eroe a quattro zampe (Bolt), regia di Chris Williams e Byron Howard (2008)
- Supher Rhino, regia di Nathan Greno (2009)
- Tom & Jerry incontrano Sherlock Holmes (Tom and Jerry Meet Sherlock Holmes), regia di Spike Brandt e Jeff Siergey (2010)
- Scooby-Doo! Crociera sulla Luna (Scooby-Doo! Moon Monster Madness), regia di Paul McEvoy (2015)
- Qualcuno salvi il Natale 2 (The Christmas Chronicles: Part Two), regia di Chris Columbus (2020) - Hakan
- Free Lunch Express, regia di Lenny Britton (2020) - Narratore

#### Televisione
- Spider-Man - L'Uomo Ragno (Spider-Man: The Animated Series) - serie animata (1994)
- The Great War and the Shaping of the 20th Century – miniserie TV (1996)
- Una giungla di stelle per capitan Simian (Captain Simian & The Space Monkeys) – serie TV (1996)
- Superman (Superman: The Animated Series) – serie animata (1996–2000)
- Can of Worms – serie TV (1999)
- Teen Titans – serie animata, 2 episodi (2003-2004)
- ChalkZone - serie animata (2004)
- Le tenebrose avventure di Billy e Mandy (The Grim Adventures of Billy & Mandy) – serie animata (2005)
- Phineas e Ferb (Phineas and Ferb) - serie animata (2007)
- Green Arrow - serie televisiva (2010)
- Santiago Files, regia di Cetywa Powell – documentario (2010)
- Hero Factory - serie animata (2010-2011)
- Star Wars Rebels – serie animata, 2 episodi (2018)
- Castlevania – serie animata, 7 episodi (2021)

#### Videogiochi
- Wing Commander III: Heart of the Tiger (1994) - Ammiraglio Tolwyn
- Wing Commander IV: The Price of Freedom (1996) - Ammiraglio Tolwyn
- Wing Commander Academy (1996) - Ammiraglio Tolwyn
- Fallout 3, (2008) - John Henry Eden
- Wet (2009) - voce di Robert Pelham
- God of War III, (2010)
- Call of Duty: Black Ops III (2015)

## Riconoscimenti
- Golden Globe[2]
  - 1972 – Candidatura al miglior attore in un film drammatico per Arancia meccanica
- Nastro d'argento
  - 2005 – Nastro d'argento europeo per Evilenko[3]
- Evening Standard British Film Awards
  - 1972 – Miglior attore per Arancia meccanica
- Hollywood South Film Festival
  - 2018 – Candidatura al miglior attore non protagonista per Abnormal Attraction
- National Society of Film Critics
  - 1971 – Candidatura al miglior attore per Arancia meccanica e La luna arrabbiata
- New York Film Critics Circle Awards
  - 1971 – Candidatura al miglior attore protagonista per Arancia meccanica
- Northeast Film Festival
  - 2017 – Miglior attore non protagonista in un lungometraggio per American Satan
- Orlando Film Festival
  - 2017 – Miglior performance per Culture of Fear
- Philadelphia Film Festival
  - 2005 – Artistic Achievement Award
- Saturn Award
  - 1980 – Candidatura al miglior attore per L'uomo venuto dall'impossibile
  - 2014 – Lifetime Achievement Award
- Sitges - Festival internazionale del cinema fantastico della Catalogna
  - 2009 – Honorary Grand Prize
- Taormina Film Fest
  - 2005 – Taormina Arte Award
- Torino Film Festival
  - 2022 – Premio Stella della Mole

## Doppiatori italiani
Nelle versioni in italiano delle opere in cui ha recitato, Malcolm McDowell è stato doppiato da:
- Rodolfo Bianchi ne Il bacio della pantera, La foresta silenziosa, Flippaut, Il ritorno di Kenshiro, Monk, Bombshell - La voce dello scandalo, Voltare pagina
- Dario Penne in Heroes, Psych, Masters of Science Fiction, Franklin & Bash, Silent Hill: Revelation 3D, Death Race 2050
- Adalberto Maria Merli in Arancia meccanica, O Lucky Man!, Gangster nº 1, Gwyn - Principessa dei ladri, The Company
- Cesare Barbetti in Tuono blu, Intrigo a Hollywood, Monte Carlo, Cuori estranei
- Gino La Monica ne La tempesta, Halloween - The Beginning, Father Stu, Thelma
- Sandro Iovino ne La battaglia delle aquile, Pazzi, Easy Girl
- Giancarlo Giannini in Maggio musicale, Evilenko, Guerra e pace
- Franco Zucca in Doomsday - Il giorno del giudizio, Halloween II, Codice Genesi
- Massimo Turci in Caccia sadica, Caligola
- Sergio Di Giulio in Britannia Hospital, Bopha!
- Pino Colizzi ne La morte avrà i suoi occhi, Sing Sing chiama Wall Street
- Sergio Tedesco in Mortacci, La notte dei sensi
- Carlo Valli in Moon 44 - Attacco alla fortezza, Il fidanzato di mia sorella
- Manlio De Angelis in Generazioni, Bobby Jones - Genio del golf
- Stefano De Sando in Mamma, io vengo da un altro pianeta?, 31
- Luca Biagini in Island of the Dead - L'isola della morte, CSI: Miami
- Mario Scarabelli in Mozart in the Jungle, Truth Seekers
- Ennio Coltorti in Night Visions, In Good Company
- Ferruccio Amendola in Se...
- Roberto Del Giudice ne La nave dei dannati
- Stefano Satta Flores ne L'uomo venuto dall'impossibile
- Oliviero Dinelli in Classe 1999
- Nino Prester ne I protagonisti
- Gabriele Carrara in Lezioni di anatomia
- Gioacchino Maniscalco in Tank Girl
- Claudio Capone in Fantasma per amore
- Massimo Rinaldi ne Il fiore del silenzio
- Eugenio Marinelli ne La mia vita fino ad oggi
- Dante Biagioni ne L'ultimo guerriero
- Mario Zucca in Law & Order: Criminal Intent
- Stefano Albertini ne L'incendiaria
- Angelo Nicotra ne Le spie
- Natale Ciravolo in I'll Sleep When I'm Dead
- Romano Malaspina in Dorian
- Antonio Guidi in Oceano di fuoco - Hidalgo
- Giovanni Petrucci in Entourage
- Antonio Paiola in Mirror Wars - Guerra di riflessi
- Andrea Giordana in Coco Chanel
- Carlo Reali in The Mentalist
- Enrico Maggi in Community (ep. 4x04)
- Diego Sabre in Community (ep. 4x10)
- Gianni Giuliano in Free Fall - Caduta libera
- Massimiliano Lotti in Holiday Heist - Mamma, ho visto un fantasma
- Giampiero Bianchi in Classe 1999 (ridoppiaggio)

Da doppiatore è sostituito da:
- Stefano Mondini in Bolt - Un eroe a quattro zampe, Bolt (videogioco), Super Rhino
- Dario Penne in Kung Fu Panda - Mitiche avventure, Star Wars Rebels
- Sandro Iovino in Biancaneve - E vissero felici e contenti
- Renato Mori in Frasier
- Gianluca Iacono in Una giungla di stelle per Capitan Simian
- Stefano De Sando in Superman
- Luciano De Ambrosis in South Park
- Mino Caprio in Teen Titans
- Giorgio Lopez in Pinocchio 3000
- Oliviero Corbetta in Delgo e il destino del mondo
- Gerolamo Alchieri in Wet
- Ambrogio Colombo in Tom & Jerry incontrano Sherlock Holmes
- Cesare Rasini in God of War 3
- Federico Danti in Killzone 3
- Antonio Paiola in Call of Duty: Black Ops III
- Francesco Pannofino ne La Bobbycosa
- Marco Panzanaro in Castlevania
- Franco Zucca in Scooby-Doo and Guess Who?
- Gianni Gaude in South Park (ridoppiaggio)

## Discografia

### Singoli
- 1983 – Get Crazy/Hot Shot (split con gli Sparks)

## Libri
- Malcolm McDowell e Marco Spagnoli, Oh, lucky Malcolm!, Aliberti, 2006, ISBN 8874241607.